# Bertus de Harder
Johannes Lambertus de Harder ('s-Gravenhage, 14 de gener de 1920 - Jeumont, 7 de desembre de 1982) fou un futbolista neerlandès de la dècada de 1940 i entrenador.
Fou internacional per la selecció dels Països Baixos, amb la qual participà en la Copa del Món de futbol de 1938. Fou jugador del FC Girondins de Bordeaux i més tard entrenador a AS Angoulême i FC Mulhouse.